# Egon Schiele
Egon Schiele ((lang [ˈʃiːlə] ⓘ; n. 12 iunie 1890, Tulln (Austria) - d. 31 octombrie 1918, Viena) a fost un pictor austriac. Alături de Gustav Klimt și Oskar Kokoschka, este considerat unul din cei mai importanți reprezentanți ai artei vieneze moderne.
Operele sale sunt cunoscute pentru intensitatea și sexualitatea brută transpusă artistic, precum și prin numeroasele sale autoportrete de tip nud. În decursul scurtei sale cariere, Egon Schiele a fost un observator scrupulos și intransigent al ființei omenești, caracterizat prin viziunea sa aparte ce sugera bucuria vieții și neliniștea sfârșitului. Personajele sale sunt, de obicei, desenate cât mai palid, bolnăvicios, ceea ce a dus la apariția unui stil expresionist.
Viața lui scandaloasă și scurtă, combinată cu stilul său propriu de artă a dus la valorificarea personalității, devenind un simbol artistic al Austriei. Remarcabil exponent al expresionismului, deși fusese caracterizat și ca un reprezentant limitat al stilului Art Nouveau, artistul a avut sfera sa de creație la Viena, unde în timpul vieții sale s-au întâlnit drumurile artei și ale filosofiei contemporane.

## Viața și opera

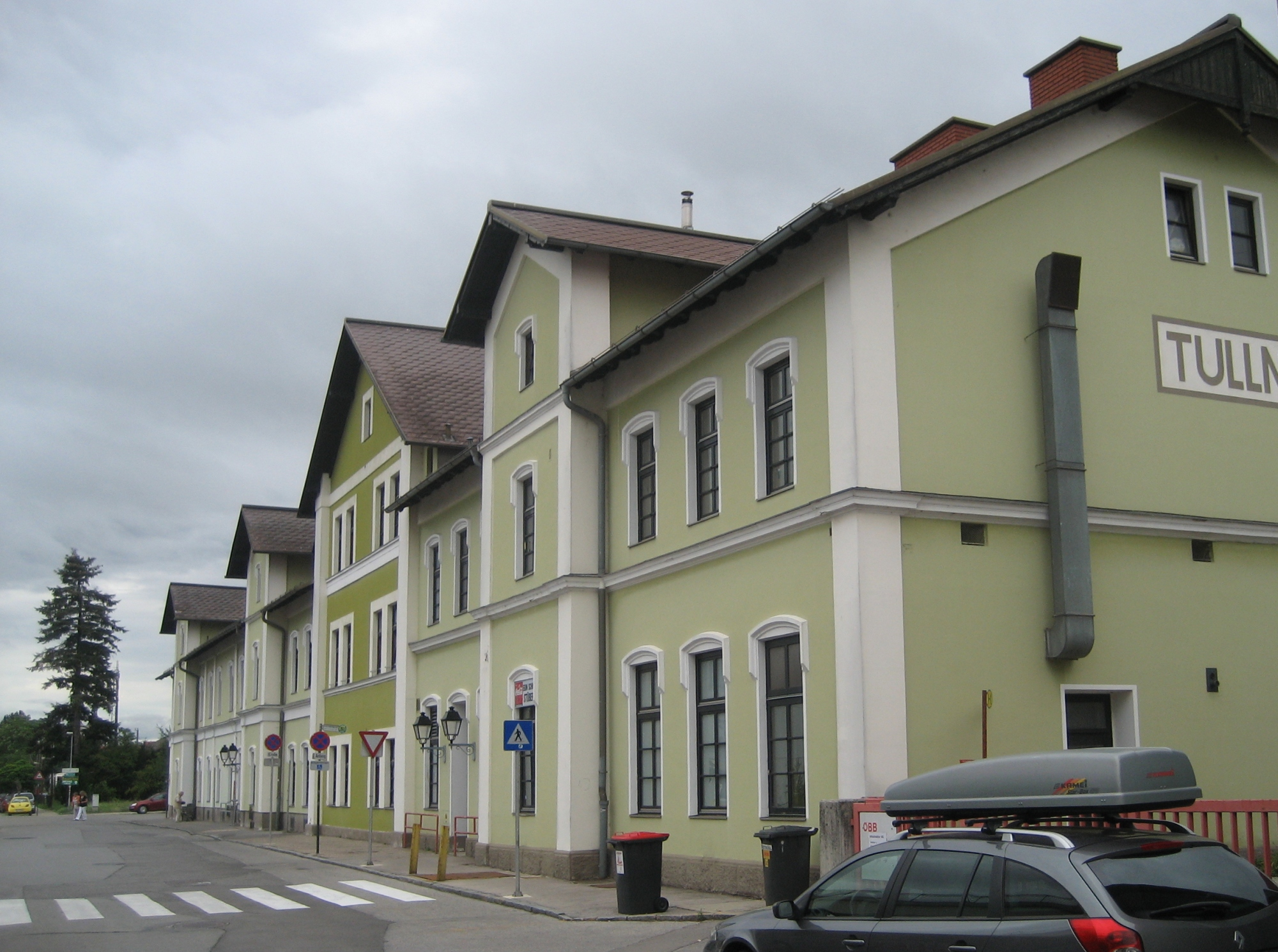
Casa, din Tulln, NÖ, în care s-a născut Egon Schieles

Egon Schiele s-a născut la 12 iunie 1890 în Tulln (Niederösterreich), un mic oraș la aproximativ 40 kilometric nord-vest de Viena. A  fost fiu al lui Adolf Eugen Schiele, impiegat de mișcare la gara din localitate, și al Mariei Soukup Schiele. Orașul a jucat un rol important în istoria contemporană a Austro-Ungariei; calea ferată a însemnat un viitor mijloc de deplasare terestră, în special pentru transportul de mărfuri și constituia un simbol de industrializare al orășelului, care era situat și pe malul Dunării. 

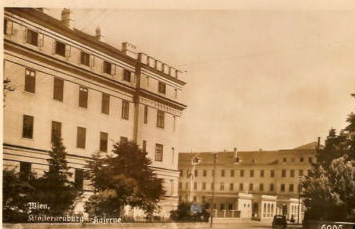
Vedere din Klosterneuburg (1900).

Începând din anul 1900, urmează cursurile gimnaziului din Klosterneuburg, atrăgând asupra sa atenția profesorului de desen, care îi deschide calea asupra artei și, mai ales, a Secesiunii Vieneze. Astfel impulsionat, Egon Schiele se hotărăște să se consacre picturii.

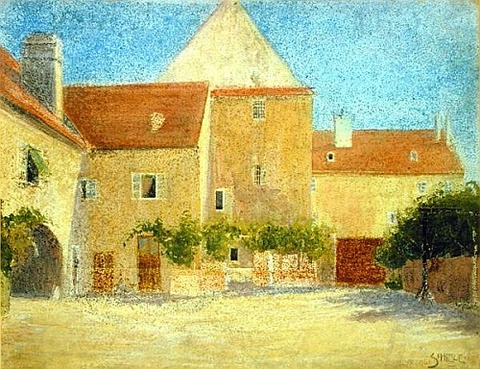
Der Schmiedehof, Klosterneuburg (1905)

Tatăl, funcționar de stat cu principii conservatoare, speră ca Egon să devină inginer în căile ferate. Băiatul preferă însă să deseneze și să se lase pradă fanteziilor despre tărâmuri îndepărtate, spre care îl poartă fiecare din trenurile care trec pe sub ferestrele locuinței de serviciu a familiei. Însă acest lucru n-a fost să se întâmple... La scurt timp după aceasta, tatăl artistului se îmbolnăvește de o psihoză halucinatorie cu atacuri de furie, situația financiară a familiei se înrăutățește considerabil. În cele din urmă, tatăl său a murit în 1905. Familia se mută la Klosterneuburg. Aici a urmat o școală condusă de Stift Klosterneuburg, unde profesorul de desen Ludwig Strauch a încurajat talentul artistic al lui Schiele. 
Egon creștea în această atmosferă deprimantă; devenea un adolescent melancolic și introvertit. Trauma pe care a simțit-o se face ușor prezentă în majoritatea operelor sale; folosirea de nuanțe sinistre la redarea pielii, îmbrăcăminții, roșeața bolnăvicioasă, combinarea de culori diluate mult în apă.
Tutore legal devine unchiul lui Leopold Czihczek, un burghez bogat, cu o oarecare instrucție, inspector-șef la căile ferate "Kaiser Ferdinand". Deși nu foarte interesat de artele plastice, este de acord să finanțeze studiile nepotului său la "Wiener Akademie der bildenden Künste". Cu recomandarea profesorilor de la gimnaziul din Klosterneuburg, tânărul sosește în anul 1906 la Viena, unde reușește să treacă examenul de admitere la Academie.

### Un student rebel
Egon Schiele, ale cărui lucrări poartă încă de pe atunci amprenta unui stil particular, își dă repede seama că sistemul de învățământ din Academia vieneză nu este pe măsura așteptărilor sale. Baza procesului educațional, rămasă aceeași de două secole, pune accent pe idealul antic de frumusețe. Profesorul lui, Christian Griepenkerl (1839-1916), maestru al picturii istorice și portretist iscusit, este un conservator și adversar al artei moderne. În acest timp însă, Schiele este fascinat de lucrările lui Gustav Klimt și ale altor artiști care formează Secesiunea vieneză. Cu trecerea timpului, tânărul artist începe să se revolte, comportamentul său devine impertinent. Este în relații din ce în ce mai încordate cu profesorul său. Pe Egon Schiele îl frământă un singur gând: să părăsească Academia. Până la urmă, Griepenkerl este de acord și îi semnează diploma.

### Prietenia cu Gustav Klimt

Cardinal și călugăriță, 1912

Când în anul 1909 părăsește Academia, Egon Schiele se bucură deja de doi ani de admirația sinceră a lui Gustav Klimt. Klimt nu numai că apreciază talentul lui Schiele, dar îl și ajută în mod practic, îi trimite modele (amândoi sunt pasionați de nud și erotism) și îi cumpără desene. Îl introduce în "Atelierele Vieneze" (Wienerwerkstätten), ce funcționează din anul 1903 din inițiativa arhitectului Josef Hoffmann (1870-1956), susținător al ideii de sinteză dintre artă și meșteșug (Gesamtkunst). În anul 1909, participă la expoziția internațională "Kunstschau"; tablourile lui Egon Schiele, în vârstă de numai nouăsprezece ani, stau alături de operele lui Henri Matisse, Edvard Munch, Pierre Bonnard, Oskar Kokoschka, dar și ale lui Vincent Van Gogh și Paul Gauguin. Împreună cu prietenul său Anton Peschka și cu câțiva colegi rebeli din Academie, înființează "Grupul Artei Noi" (Neukunstgruppe). În decembrie, organizează o expoziție la galeria vieneză a lui Gustav Pisko. Cu această ocazie, Schiele îl cunoaște pe Arthur Roessler, scriitor și critic de artă. Roessler va fi un apărător fervent al creațiilor artistului și îl va prezenta unor colecționari, ca Oskar Reichel și Carl Reininghaus.
În mai 1911, se mută din Viena, prea scumpă pentru posibilitățile sale, în orășelul Krumlov din sudul Cehiei. Îl însoțește Valérie Neuzil, cunoscută sub numele de Wally, pe care o cunoscuse prin intermediul lui Klimt. 

Agonie, 1912 - Neue Pinakothek, München

Artistul realizează numeroase desene având un pronunțat caracter erotic, ale căror sursă principală de inspirație este Wally. Începe, de asemenea, să picteze compoziții simbolice care pun în discuție tema morții.
Pe la sfârșitul anului 1911, Egon și Wally sunt nevoiți să părăsească orașul Krumlov, ai cărui locuitori condamnă concubinajul pictorului, mai ales cu o fată foarte tânără. Se vor muta la Neulengbach, în apropiere de Viena. Totuși, nici la Neulengbach nu le va fi mai bine, căci oamenii nu se arată deloc îngăduitori față de acest "artist vicios", în al cărui atelier se petrec scene ce jignesc morala comună. Pe Schiele - la care nu se poate exclude o înclinație spre "voyeurism" - îl atrage tinerețea adolescenților, îi încurajează să-și dezvolte senzualitatea ce se trezește în ei. Disprețuiește avertismentele și sfaturile prietenilor, în fiecare zi merge tot mai departe, atât pentru a-și îmbogăți viziunile sale erotice, cât și pentru a satisface cerințele amatorilor de desene "interzise". La 13 aprilie 1912 este acuzat de corupere de minori și, vreme de trei săptămâni, este reținut în arestul poliției din Sankt-Pölten.

### Stabilirea la Viena
În urma acestui fapt, Egon Schiele pierde încrederea unora din prietenii săi. În noiembrie 1912, se stabilește la Viena, în propriul atelier pe Hietzingerhauptstrasse, unde va locui și va lucra următorii șase ani.

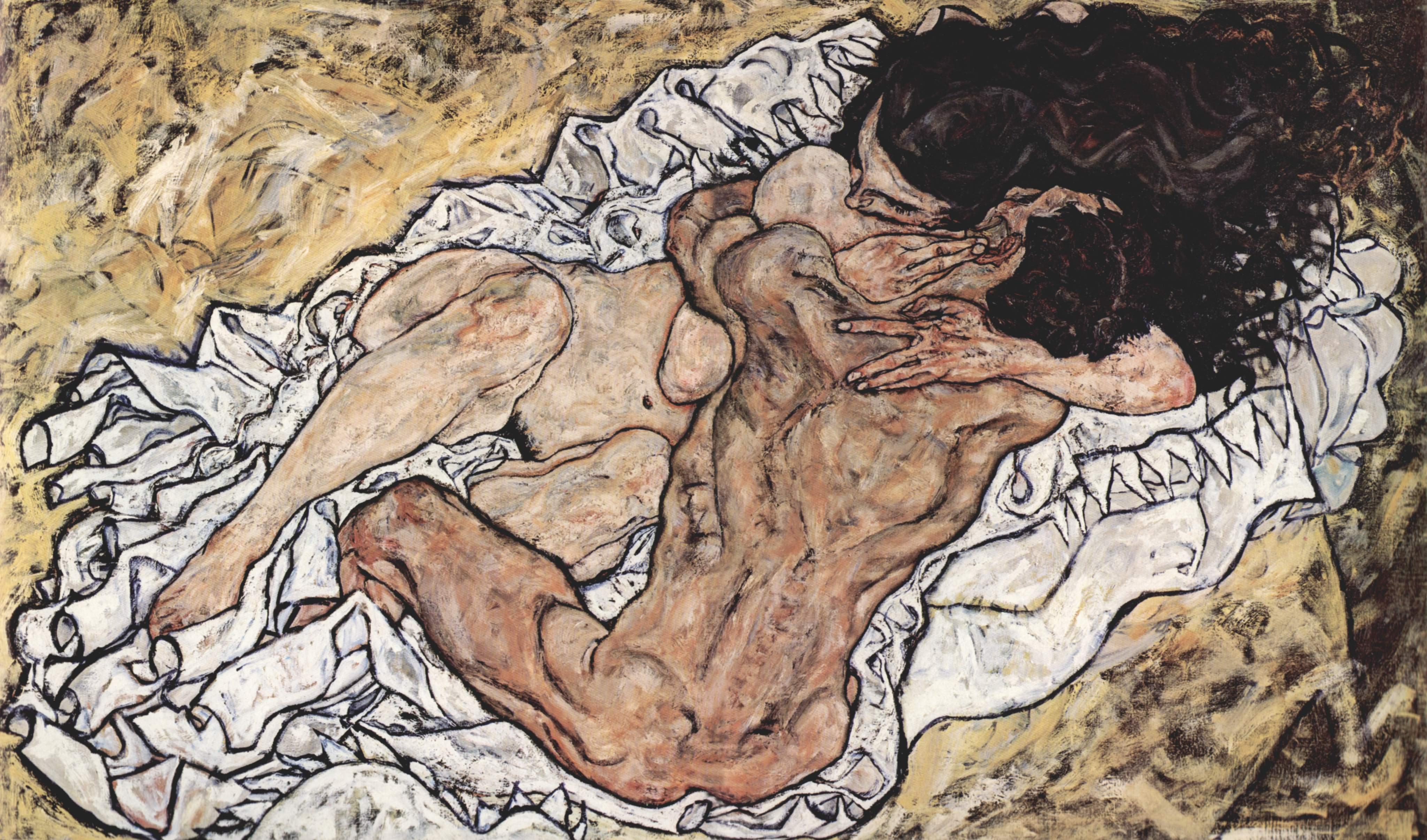
Îmbrățișare, 1917 - Österreichische Galerie, Viena

În acest timp crește interesul pentru creația lui. Artistul își prezintă lucrările în cadrul multor expoziții: în anul 1912 la München, alături de artiștii din grupul Der Blaue Reiter, și la Köln, la expoziția internațională "Sonderbund", în 1913 la expoziția individuală organizată la galeria "Golz" din München și la cea de-a 43-a Expoziție a "Secesiunii Vieneze" de la Hamburg, Stuttgart, Dresda și Berlin, în 1914 la expoziția "Secesiunea Internațională" de la Roma, Bruxelles și Paris.
În primii ani de război, din cauza sănătății firave, este scutit de mobilizare. Se desparte de Wally și, pe 17 iunie 1915, se căsătorește cu Edith Harms, care locuia vis-à-vis de atelierul său. Patru zile mai târziu, pe 21 iunie, pleacă la Praga pentru a face instrucție militară. Schiele este repartizat la supravegherea prizonierilor de război ruși, mai întâi în apropiere de Viena, iar în 1916 în lagărul de la Mühling, de lângă Wiesselburg. Acolo poate să lucreze în continuare, desenează și participă la expoziții. Revista "Die Aktion" îi consacră în toamna anului 1916 un număr special. Directorul de la "Moderne Galerie", Franz Martin Haberditzl, îi cumpără mai multe desene și un portret al lui Edith.
Schiele devine din ce în ce mai cunoscut. Se gândește la un proiect de înființare a unei asociații de pictori, sculptori, scriitori și muzicieni - se gândește la Arnold Schönberg, Josef Hoffmann și Gustav Klimt. Din păcate, la 6 februarie 1918, Klimt moare în urma unui atac de apoplexie. O lună mai târziu, la cea de-a 49-a expoziție a "Secesiunii Vieneze", Schiele este numit elogios leaderul avangardei vieneze. În iulie, își deschide un al doilea atelier în cartierul Hietzing, intenționează să creeze compoziții de mari dimensiuni și să înființeze propria sa școală de pictură.
Niciunul din planurile sale nu a putut fi realizat. În toamna anului 1918, Edith - soția sa - se îmbolnăvește de gripă spaniolă, a cărei epidemie făcea ravagii în Europa, și la 28 noiembrie se stinge din viață. Schiele, care se contaminase la rândul său, moare trei zile mai târziu, la scurt timp după ce împlinise douăzeci și opt de ani. Artist rebel și orgolios, neînțeles totdeauna de public, a reușit să ajungă, în decursul a zece ani de carieră fulminantă, o personalitate de frunte a lumii artistice vieneze.
Egon Schiele a trăit prea puțin pentru a exercita o reală influență asupra creatorilor contemporani lui. Ulterior, în vremurile grele ale perioadei de după război, accesul la operele sale a fost îngreuiat. Mai mult decât atât, multe din cele aproape trei mii de desene și acuarele fac parte din colecții particulare, iar datorită fragilității lor, nu a fost posibilă deplasarea lor frecventă și pe distanțe mari. Spre sfârșitul anilor douăzeci, au fost organizate câteva expoziții în galeriile vieneze, dar, din momentul anexării Austriei de către cel de-al III-lea Reich german în anul 1938, Schiele a fost considerat de către naziști ca făcând parte dintre "artiștii degenerați".

### Galerie
Autoportrete
Fascinat de propriul său aspect fizic, Egon Schiele a pictat peste o sută de autoportrete. Trăsătura comună a majorității acestor tablouri este felul extraordinar de expresiv în care tratează mâinile. În mare parte dintre acestea - și mai ales în Autoportret cu ceramică neagră (1911) - regăsim degetele răsfirate misterios în formă de "V", atitudine probabil desprinsă din manualele ilustrate ale "gesturilor patologice" care se bucurau de o foarte mare popularitate la acea vreme în Viena. În schimb, când pictează propriul său nud, artistul pare să-și chinuiască trupul, îl prezintă descărnat, schilodit; chipul și părul care i se ridică în cap, ca și cum ar fi fost electrizat, exprimă groaza. Specialiștii recunosc în autoportretele lui o îmbinare de narcisism cu anxietate masochistică.

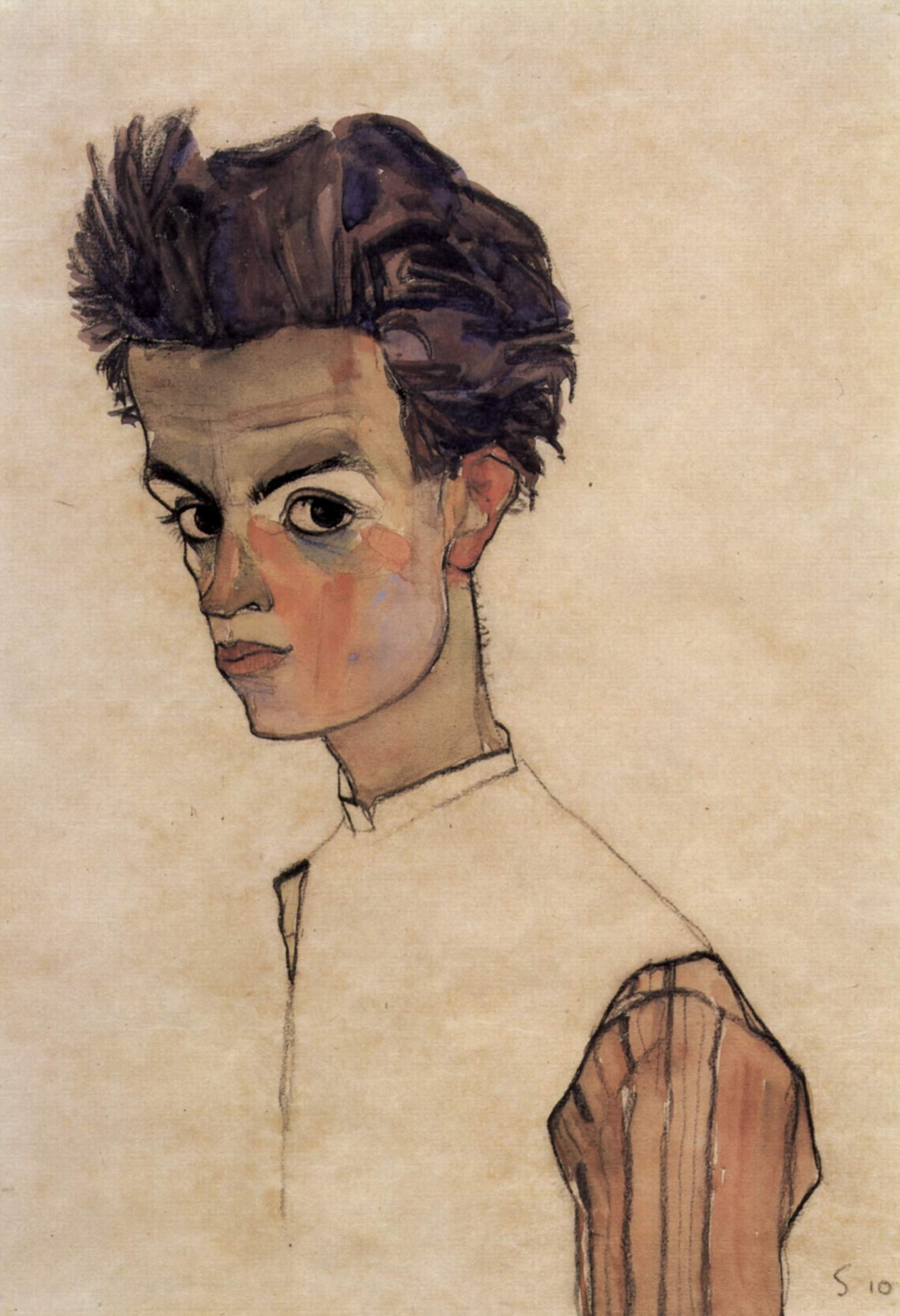
Autoportret la vârsta de 20 de ani (1910) - Leopold Museum, Viena
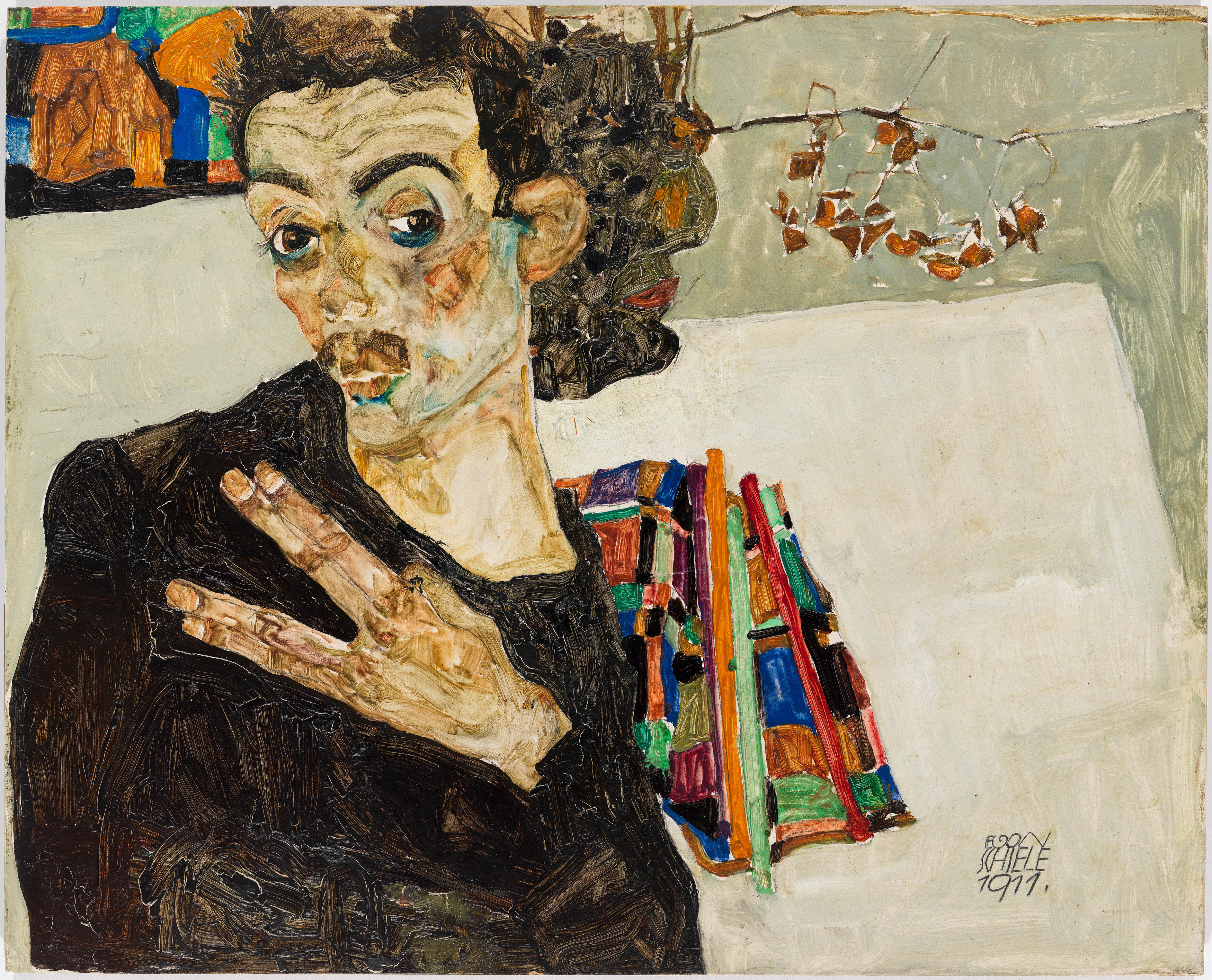
Autoportret cu ceramică neagră, 1911 - Historisches Museum, Viena
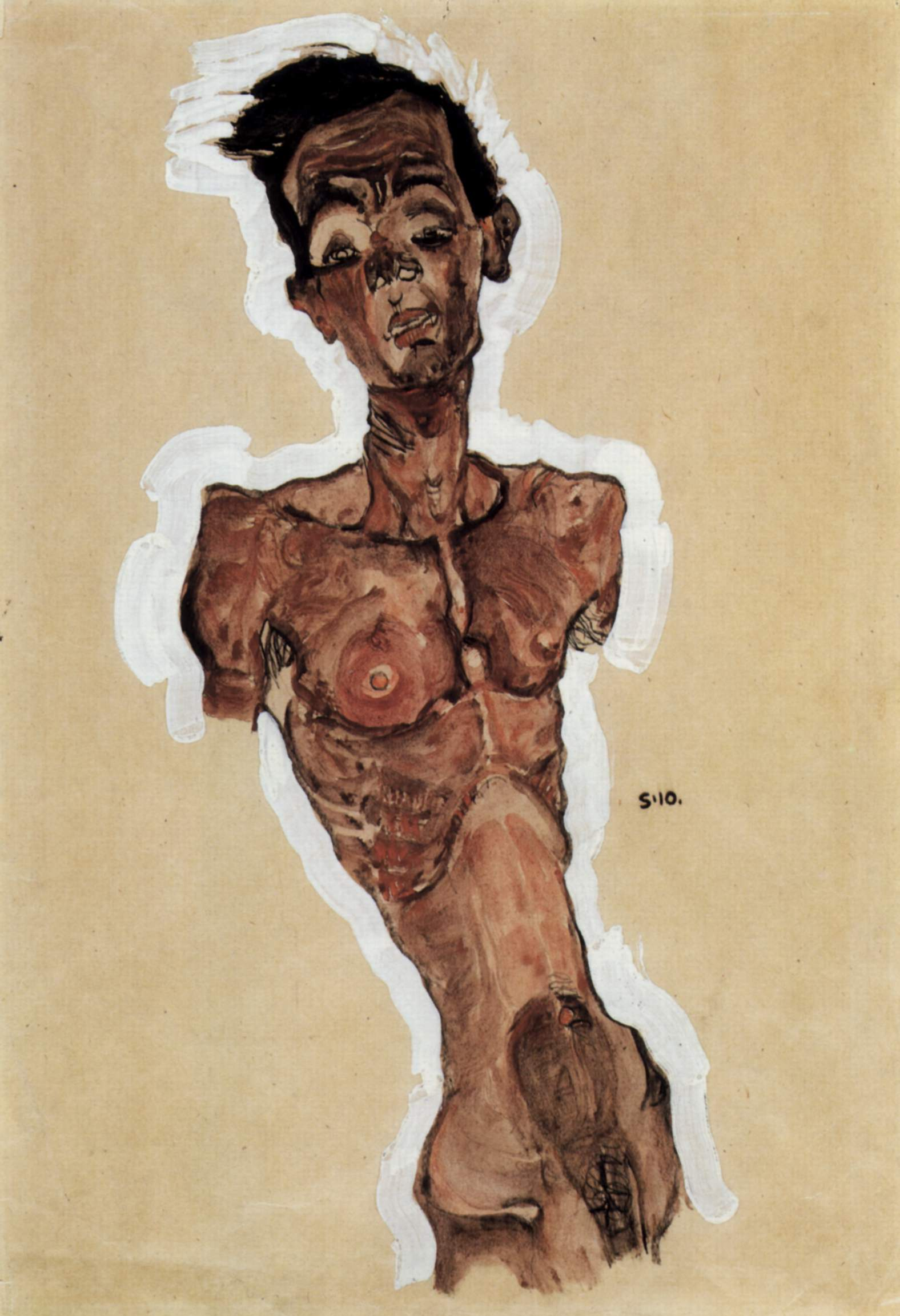
Autoportret nud, 1910 - Leopold Museum, Viena
Autoportret cu capul plecat, 1912 - Leopold Museum, Viena
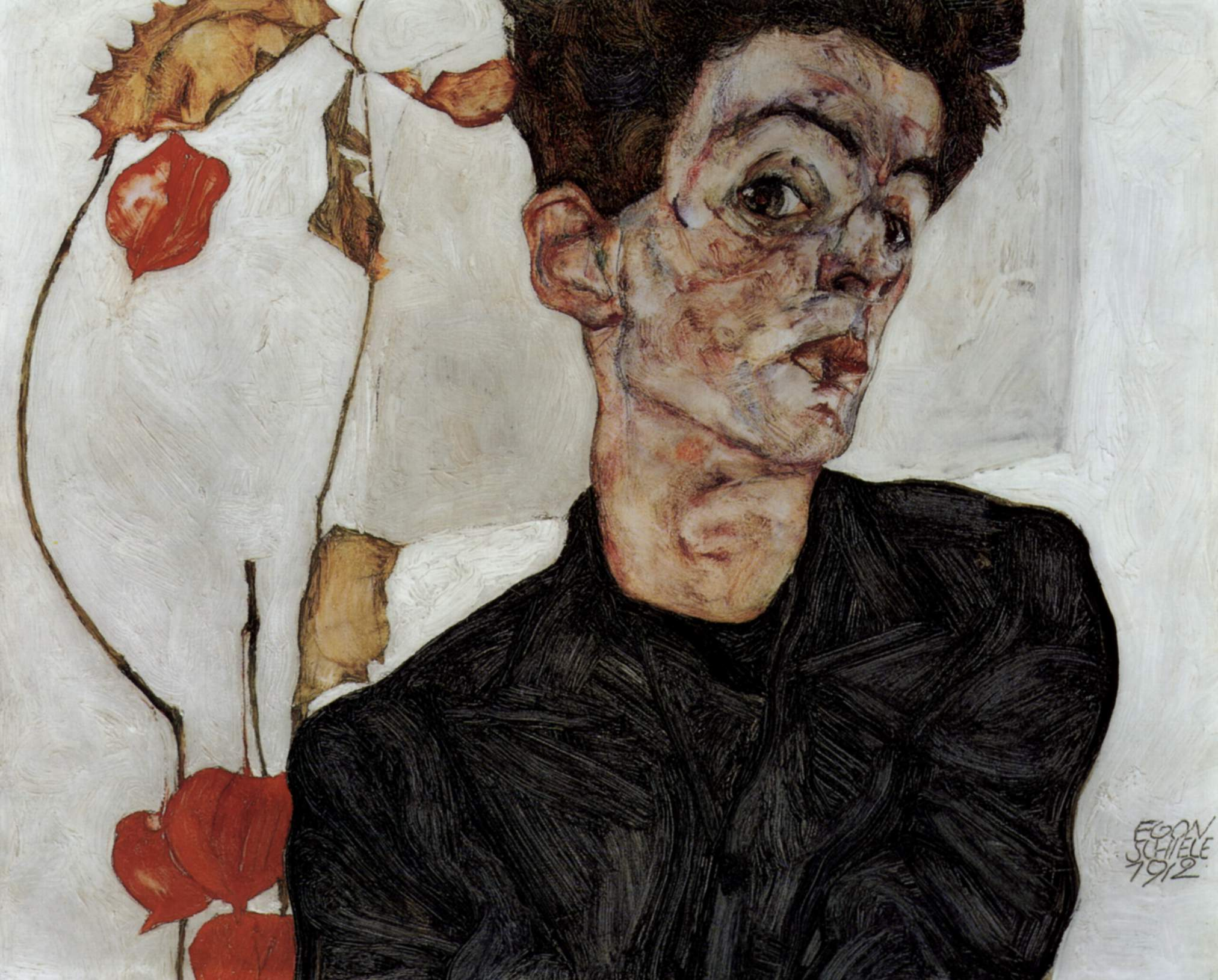
Autoportret cu fructe-lampion, 1912 - Leopold Museum, Viena

Nuduri și scene erotice
Egon Schiele și-a concentrat întreaga forță de creație în studiul pătrunzător al trupului, aspirând în felul acesta spre descifrarea interiorului uman, până la "scoaterea la suprafață" a secretelor sufletului omenesc. Abordând fără încetare problematica erotismului nedisimulat în spirit freudian, a transpus pe pânză sau pe foaia de hârtie - mai ales în nuduri - cele mai profunde instincte ale ființei umane. Schiele a pictat multe nuduri, atât de femeie, cât și de bărbat, care prezintă personajele în poziții erotice foarte îndrăznețe, adeseori provocatoare, cu organele genitale ostentativ expuse (Fată cu păr negru și fustă ridicată, 1911). Dar cum spunea el însuși, "într-o operă erotică există totodată și o fărâmă de sacru". Acest fapt se reflectă, printre altele, în compoziția de mari dimensiuni intitulată Îmbrățișare (1917) sau în Pereche de femei îmbrățișate (1914).

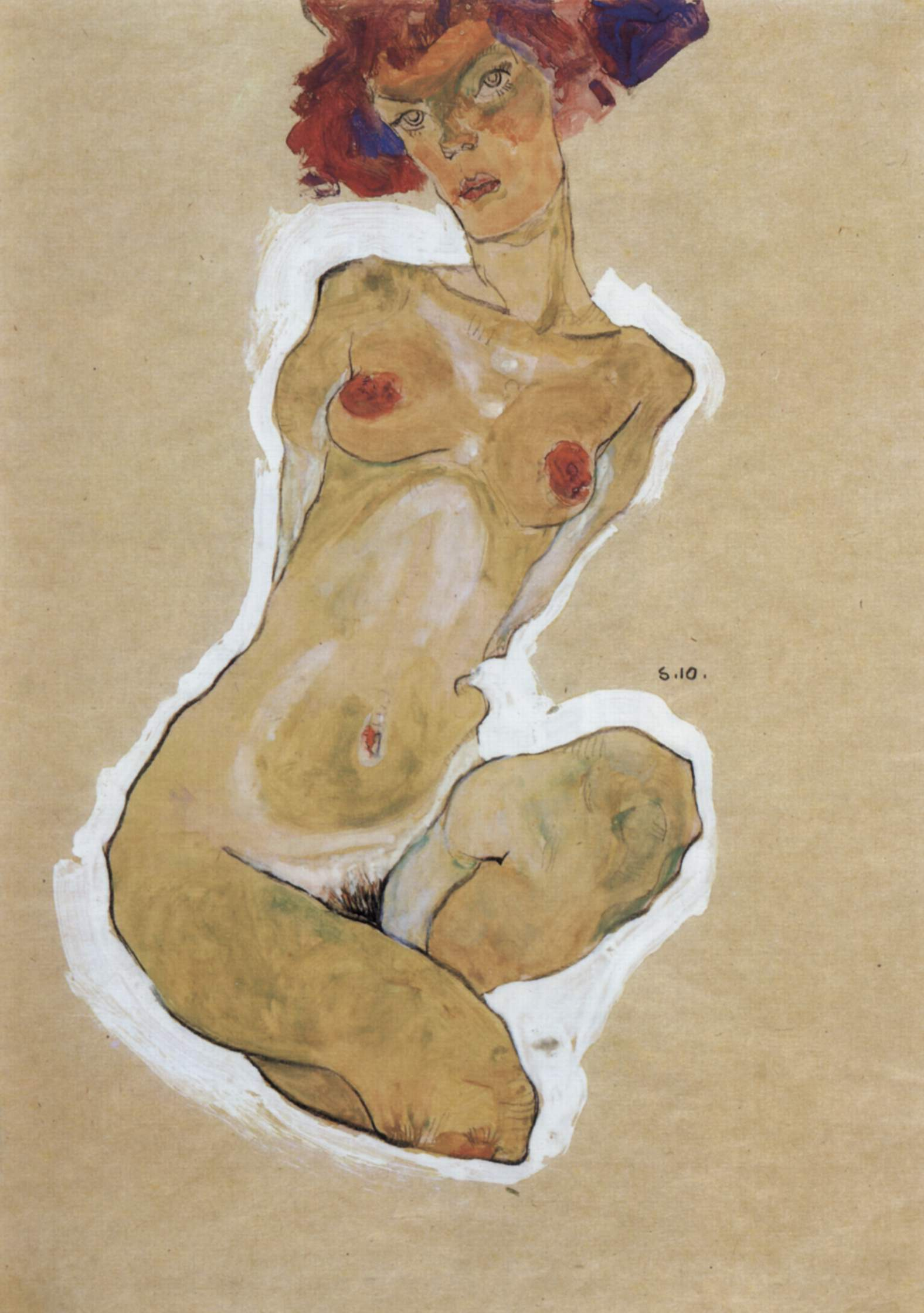
Nud, 1910 - Leopold Museum, Viena
Nud, 1910 - Sammlung der Albertina, München
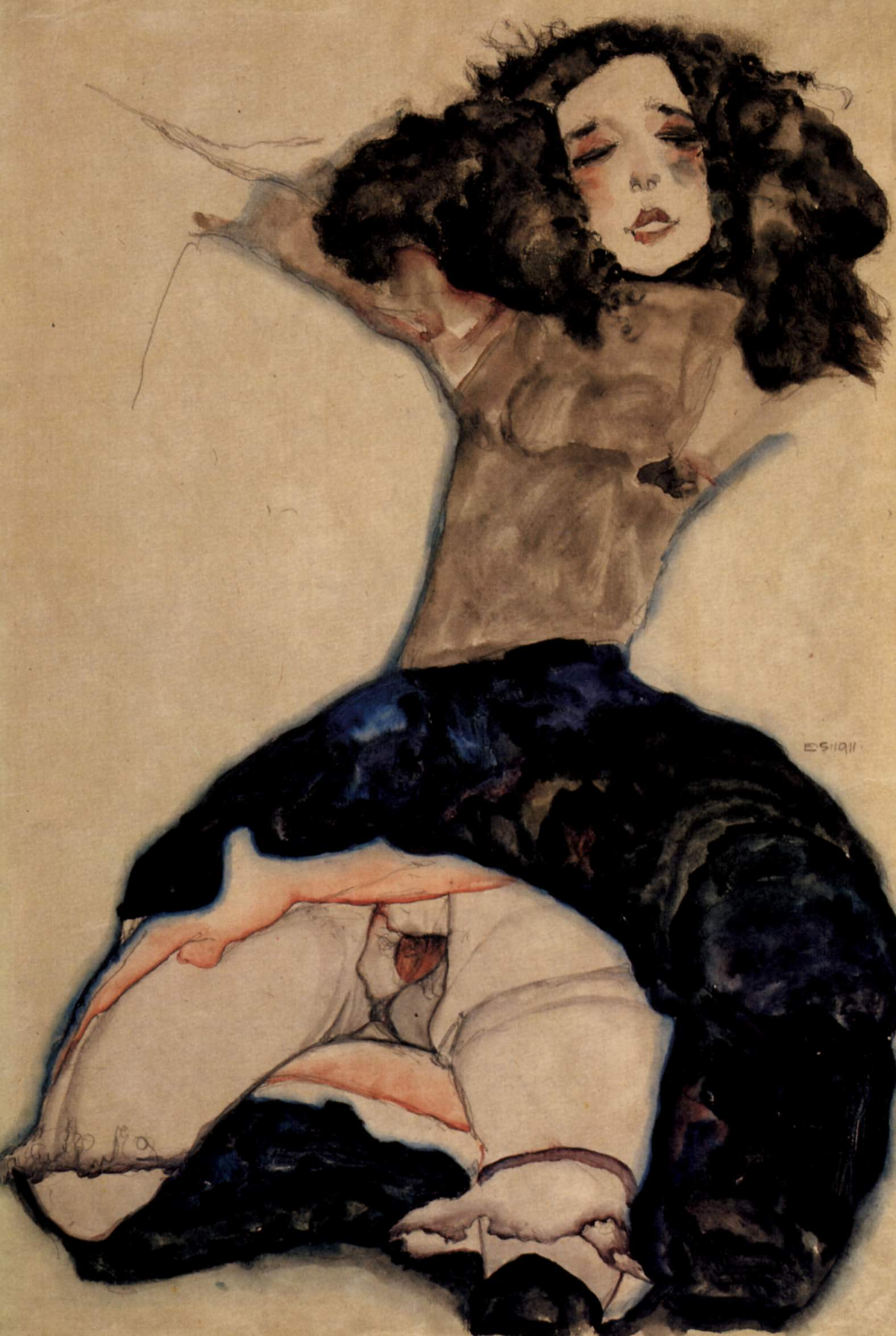
Fată cu păr negru și fustă ridicată, 1911 - Leopold Museum, Viena
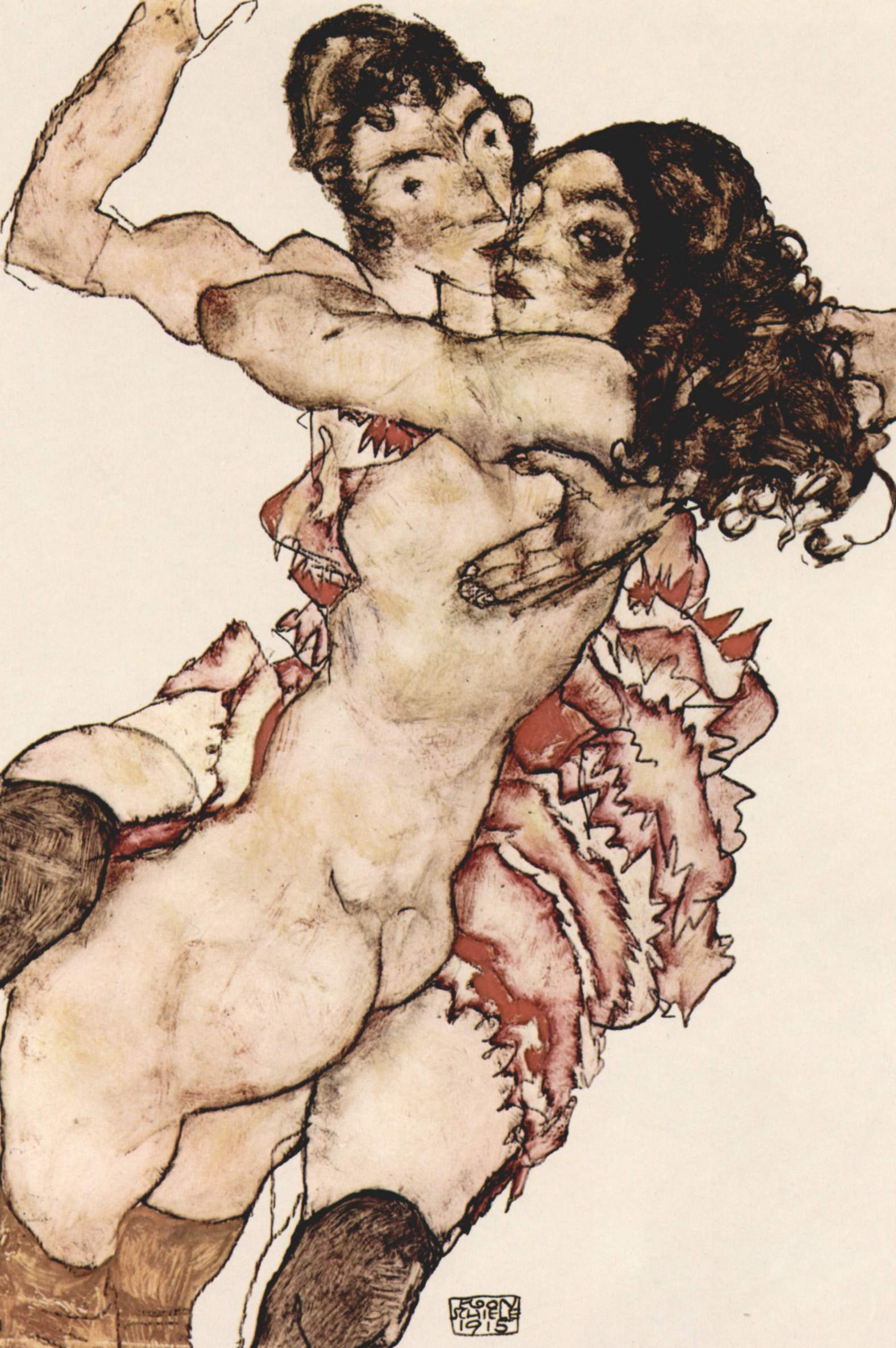
Pereche de femei îmbrățișate, 1914 - Magyar Szépmüvészeti Múzeum, Budapesta

Peisaje
Încă de la începuturile carierei sale, Schiele este interesat de natură. Pictând peisaje în aer liber cu influențe cert impresioniste, începe să zărească în natură ilustrarea procesului de trecere de la viață la moarte și-și transformă peisajele într-o "oglindă a sufletului". În tabloul Patru copaci (1917), unul din castani și-a pierdut deja ornamentul efemer, iar frunzele celorlalți copaci sunt ruginii, semn că în scurt timp vor cădea. Trunchiurile copacilor marchează delimitarea pe verticală a spațiului, căreia îi corespunde orizontalitatea liniilor ce sugerează pământul și cerul. Peisajele urbane, cum sunt reprezentate în ciclul de tablouri cu case din Krumlov, nu corespund unor redări realiste, artistul asociază după bunul plac clădiri și străzi, fără nici o considerație față de perspectivă și volum. În aproape toate tablourile, pictate de regulă din perspectiva zborului păsării, Schiele prezintă orașul ca un loc nepopulat, doar uneori câte o lenjerie care se usucă la geam sugerează prezența omenească. 

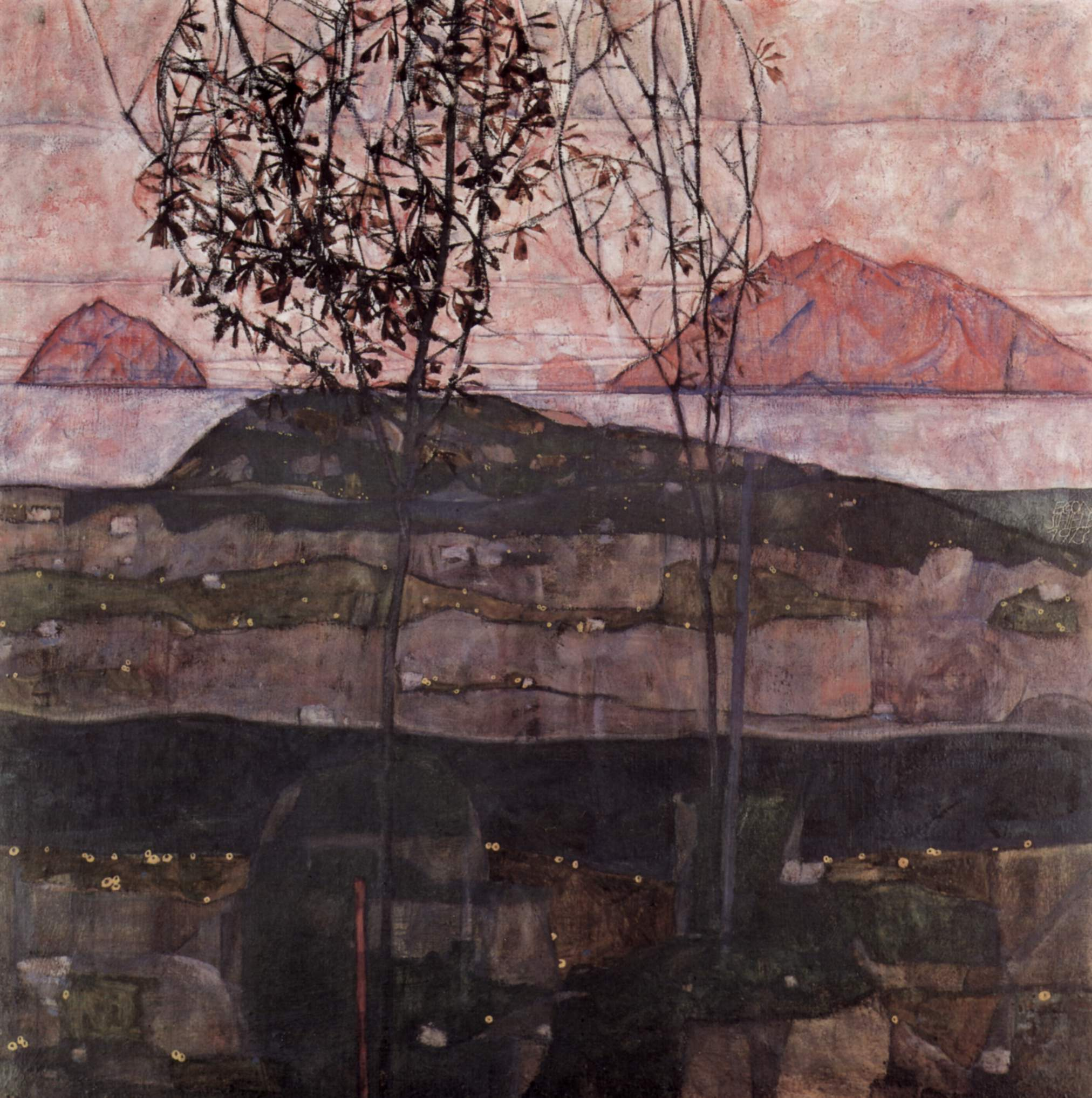
Apus de soare, 1913 - Leopold Museum, Viena
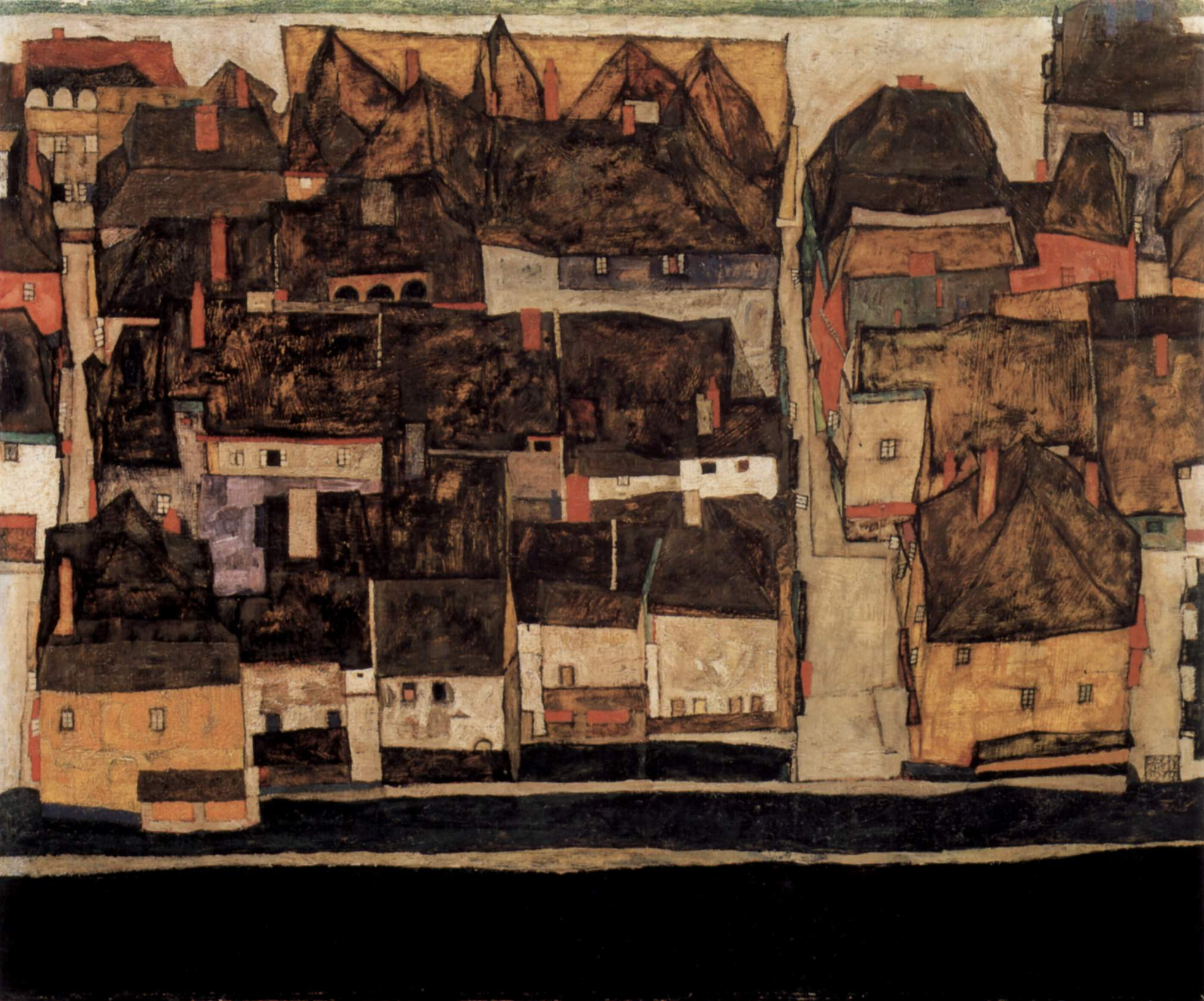
Orășelul Krumlov pe Vltava, 1913-1914 - Leopold Museum, Viena
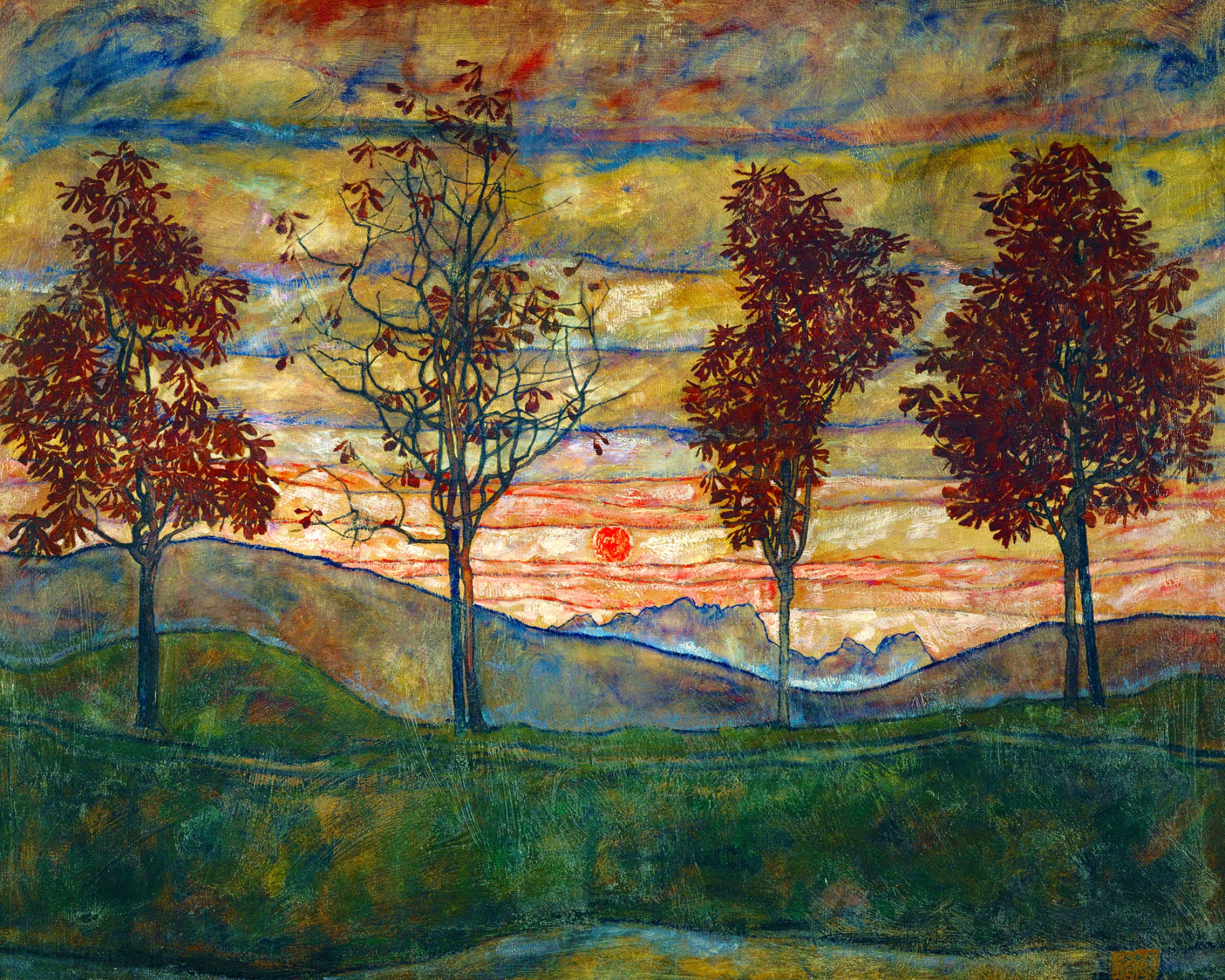
Patru copaci, 1917 - Österreichische Galerie, Viena